# Сан-Роман, Хосе Альфредо
Хосе Альфредо Сан-Роман, также известный как Пепе Сан-Роман (исп. José Alfredo Pérez San Román; род. 1930 — 10 сентября 1989, Майами, США,) — командир бригады 2506 сухопутных войск во время высадки в заливе Кочинос на Кубе в апреле 1961 года.

## Биография
Хосе поступил на службу в кубинскую армию в 1949 году, после окончания средней школы, когда финансовые проблемы вынудили его отказаться от изучения архитектуры в Гаванском университете. В 1950 году он был принят кадетом в военную академию, спустя три года окончил её с отличием и получил звание младшего лейтенанта пехоты. Вскоре после этого он уехал в Соединённые штаты по программе американской помощи кубинским вооружённым силам. В Соединённых штатах прошёл курс изучения боевой техники. Провёл некоторое время в Форт Бельвуар (штат Вирджиния). В течение следующих четырёх лет, с 1954 по 1958 год, Сан-Роман был инструктором по боевой подготовке в инженерном корпусе. В 1956 году он был назначен старшим лейтенантом, заместителем командира роты. Затем он снова прошёл обучение в армии США, где окончил пехотные курсы. С 1957 года — на Кубе, участвовал в конфликтах регулярной армии и партизан.
В 1958 году он был назначен профессором в Военной академии. В том же году был произведён в капитаны и служил на должности, эквивалентной званию подполковника в пехотной дивизии. Он был арестован в декабре 1958 года, обвинялся в заговоре против властей государства и участии в покушении на военного диктатора Кубы — Фульхенсио Батисту. В связи с его чистым послужным списком, Сан-Роман был выпущен и вернул себе звание после революции. Он входил в комиссию, которая была создана для очищения Вооружённых сил, но был арестован и обвинён по делу 39/59 в апреле 1959 года. Сан-Роман помог бывшему командующему покинуть страну. В ноябре 1959 года Сан-Роман Перес отправился в Соединённые штаты.
В мае 1960 он был одним из десяти бывших кубинских офицеров в Майами, которые планировали кампанию против режима Фиделя Кастро. Они были выпускниками военной академии Кубы и кадетских школ. 2 июня 1960 года Сан-Роман и девять человек «новобранцев», в том числе его брат Роберто Сан-Роман, были доставлены сотрудниками ЦРУ на остров Форт Майерс, штат Флорида, для физических и психологических оценок. На 22 июня 1960 Сан-Роман и 27 других были доставлены по суше и воздуху в Форт-Гулик в Панаме, где проходили военную подготовку. 22 августа 1960 года он вылетел при помощи ЦРУ на самолёте в Сан-Хосе, Гватемала.
На военной базе ЦРУ в горах близ Реталулеу, Пепе Сан-Роман отвечал за обучение владению оружием. В процессе обучения где-то в ноябре 1960 года он был назначен командиром бригады 2506 с около 430 новобранцев.
После провала операции «Плутон», 19 апреля 1961 года, когда бригада прекратила борьбу на третий день вторжения, Сан-Роман и его бойцы были рассеяны в лесах и болотах. Он был взят в плен кубинской милицией 25 апреля 1961 года. Был освобождён из тюрьмы и отправлен в Майами 24 декабря 1962 года.
29 декабря 1962 года Пепе Сан Роман был на сцене рядом с 35-м президентом США, Джоном Фицджеральдом Кеннеди, в городе Майами, штат Флорида. На церемонии также присутствовали ветераны бригады 2506.
Пепе Сан-Роман покончил с собой в Майами 10 сентября 1989 года. Он оставил двух сыновей: Альфредо (Хьюстон), Роберт (Майами), две дочери: Сандра и Марисела (обе из Майами). Брат Роберто Перес, и сестра, Лалы-де-ла-Крус, в Майами, и пятеро внуков.

## Интересные факты
Существует мнение о том, что не Хосе Альфредо Сан-Роман являлся лидером атаки на бухту Кочинос.